# Diastylis doryphora
Diastylis doryphora är en kräftdjursart som beskrevs av Fage 1940. Diastylis doryphora ingår i släktet Diastylis och familjen Diastylidae. Inga underarter finns listade i Catalogue of Life.